# Joan Sanchis i Muñoz
Joan Sanchis i Muñoz (Benigànim, 1990) és un economista i professor universitari valencià.
Estudià economia a la Universitat de València, on formà part de l'equip de redacció d'Economia 21, una publicació impulsada per alguns estudiants de la Universitat. Arran de les eleccions a les Corts Valencianes de 2015 i l'acord del Botànic, fou assessor del Secretari Autonòmic d'Ocupació, Enric Nomdedéu. Allà, va treballar al voltant de la proposta de reducció de la jornada laboral a les 32 hores setmanals, idea que es llança a l'agenda pública el 2018. El 2022 publicà Quatre dies, un assaig al voltant de la jornada de treball editat per Sembra Llibres, mateix any que la Generalitat Valenciana implementa el programa pilot de reducció de jornada laboral en algunes empreses.